# Andrena jakowlewi
Andrena jakowlewi är en biart som beskrevs av Morawitz 1894. Andrena jakowlewi ingår i släktet sandbin, och familjen grävbin. Inga underarter finns listade i Catalogue of Life.